# S.O.S. (Agents of S.H.I.E.L.D.)
"S.O.S." es el título del vigésimo primer y segundo episodio de la segunda temporada de la serie de televisión estadounidense de ciencia ficción y de superhéroes Agents of S.H.I.E.L.D. y es además el final de temporada de la serie dividido en dos partes. La primera parte fue dirigida por Vincent Misiano y escrita por Jeffrey Bell mientras que la segunda parte fue dirigida por Billy Gierhart y escrita por Jed Whedon y Maurissa Tancharoen. Se transmitió originalmente el 12 de mayo de 2015 en Estados Unidos por la cadena de televisión estadounidense ABC. En Latinoamérica el episodio se transmitió el 14 de junio del mismo año por el canal Sony Latinoamérica. 
En S.O.S. la trama principal se centra en el equipo de Coulson y como deben evitar una guerra contra una pequeña comunidad de Inhumanos llamada el "más allá" maquinada por la líder y madre de la agente Skye, Jiayin. Mientras que la agente Bobbie Morse es torturada por el antiguo agente de S.H.I.E.L.D. y traidor Grant Ward que intenta sacarle una confesión.
Pese a que el episodio no mejoró en audiencia durante la transmisión del final de temporada fue bien recibido en críticas que elogiaron la redacción y actuaciones del elenco por parte de los críticos y fanes por igual. Poco antes de la transmisión del episodio y su antecesor, ABC anunció oficialmente la renovación de la serie para una tercera temporada.

## Trama
S.H.I.E.L.D. rápidamente se da cuenta de la estratagema tramada por Jiaying, pero la gente del Más Allá, incluida Skye, cae en el engaño y acceden a pelear junto a ella. Por su parte, Ward tortura a Bobbi Morse, para que confiese que fue ella quien reveló el paradero de Kara Palamas mientras estaba encubierta en HYDRA. Como parte del plan de Jiaying, Cal toma un suero creado por él mismo y que le da fuerza sobrehumana. No obstante, el suero amenaza con matarlo y Coulson lo convence de la verdad: que Jiaying es el verdadero monstruo, dado que desde que él ayudó a curarla, le ha hecho hacer cosas terribles, incluyendo traerle víctimas humanas, para que ella les absorba la vida y así mantenerse joven y sana. Raina trata de convencer a Skye de que Jiaying es peligrosa, pero luego de que ella no le crea, Raina va a hablar con Jiaying, quien rápidamente la asesina, clavándole un cuchillo al cuello, acción que es vista por Skye, quien la había seguido a escondidas, y así es como Skye comienza a darse cuenta de la realidad, por lo que los inhumanos la noquean y la toman prisionera. Luego Cal le da un infarto al inyectarse los sueros, lo reaniman y se vuelve un monstruo demente para atacar a Coulson, Fitz y Simmons. Visto que Morse se niega a cooperar y al tratar de escapar, Ward instala una trampa por la cual cualquier agente de S.H.I.E.L.D. que venga a rescatarla, cuando Hunter y la agente May fueran a buscarla. Acto seguido, los Inhumanos atacan la nave de S.H.I.E.L.D., planeando usar todos los cristales terrigéneos en su posesión para despertar a todos los inhumanos y a su vez matar a toda la humanidad. Coulson logra atrapar a Cal en un jeep, para poder razonar con él, Mack se enfrenta y noquea a uno de los Inhumanos para liberar a Skye, prisionera en una celda de la nave, quien le advierte a Coulson, el cual se encuentra en la base, de los planes de Jiaying. Hunter, la agente May y varios agentes van en busca de Morse, cuando Ward y Kara los toman por sorpresa. Sin embargo, Morse, en el último instante, es capaz de desviar el arma y recibe la bala destinada a Hunter, quedando gravemente herida. Por su lado, Ward asesina equivocadamente a Kara Palamas mientras ésta usaba la máscara de la agente May, cuando ella y Hunter llevan a Morse de vuelta a la base para intentar salvarla. Por otro lado, Skye razona con Lincoln para decirle lo que pasó sobre el ataque y luego Mack lo noquea. Así es que Coulson, Fitz y Cal se infiltran en la nave junto con otros agentes. Mack lucha contra Gordon para evitar que active los cristales, pero se va atrapando a Cal y encerrándolo. Lincoln y May se unen y ayudan a Skye y desbloquean sus poderes. Skye va y confronta a Jiaying, quien está a punto de despegar de la nave en un quinjet para esparcir más cristales alrededor del mundo. Cuando Skye empuja la nave al océano, utilizando sus poderes, Jiaying trata de matarla absorbiendo su vida, pero se resiste y destruye la nave con los cristales hasta al fondo del mar. Fitz mata a Gordon, evitando que éste filtre los cristales en el sistema de ventilación de la nave; no obstante, Coulson pierde su brazo izquierdo cuando trata de prevenir que uno de los cristales se rompa y Mack tuvo que cortárselo. Jiaying aún intenta matar a Skye al arruinar su plan, pero es detenida por Cal, quien no tiene más remedio que matarla. Más tarde, May se toma, por primera vez en mucho tiempo, unas vacaciones con el Dr. Garner, Ward, por su lado, planea liderar una nueva facción de HYDRA para vengarse de S.H.I.E.L.D. Después S.H.I.E.L.D. borra la memoria de Cal y le da una nueva vida, como médico veterinario y por su parte, Skye, bajo órdenes de Coulson, comienza a reunir a un grupo de gente con poderes para formar un equipo. La última imagen es la de los cristales que cayeron al agua contaminando la vida marina, y la del arma de los Kree absorbiendo a Simmons.

## Producción

### Desarrollo
En marzo de 2015, Marvel anunció el título oficial del vigésimo primer y vigésimo segundo episodios sería "S.O.S.", Parte 1 y Parte 2, con la primera Parte escrito por el productor ejecutivo Jeffrey Bell, y la segunda parte escrita por los creadores de la serie Jed Whedon y Maurissa Tancharoen. Vincent Misiano dirige la primera parte, mientras que Billy Gierhart dirigió la segunda parte.

### Redacción
Sobre como las diferentes historias a través de la seroe guían a este punto, el productor ejecutivo Jeffrey Bell comentó que "el desafío que seguimos viendo es mantenerlo innovador por lo que no se siente que es la misma historia toda la temporada. Quieres encontrar una manera de mesclarlo. Sí esto fuera un show de HBO, esta sería la cuarta temporada, y podrías voltear e ir, bien, la primera temporada introdujo estos personajes, la segunda temporada fue más de, “oh, Hydra esta en S.H.I.E.L.D.,” y la tercera es Skye convirtiéndose en una superheroína. Y luego llegar a la mitad de la temporada, y ahora estamos por llegar a este mundo Inhuman. Hemos intentando hacerlo diferente, hemos intentado contar historias diferentes con diferentes combinaciones de las mismas personas por lo que no se siente que estas obteniendo historias de las mismas personas semana tras semana."

## Recepción

### Audiencia
El episodio consiguió reunir un total de 3 880 000 telespectadores durante su noche de emisión, con una disminución de audiencia en comparación con el episodio anterior.

### Premios
En junio de 2016, IGN nombró a los episodios como los segundos mejores episodios de toda la serie.

### Crítica
El episodio ha recibido críticas generalmente favorables desde su transmisión. 
Eric Goldman de IGN calificó al episodio con un 9.4 en una escala del 1 al 10 con un significado de "asombroso" alabando como el episodio renovó la trama de la serie para la siguiente temporada y las decisiones incluyendo la muerte de varios personajes y las historias terminadas, concluyendo en su veredicto: "SHIELD: en su final de la segunda temporada entrego una fuerte conclusión a la batalla con los Inhumanos (que en verdad fue la batalla contra Jiaying), concluyendo muchas líneas argumentales en el proceso, incluyendo a varios personajes muriendo en el camino. La decisión de hacer un nuevo equipo de superpoderosos indica que el show nuevamente cambiara dramáticamente el siguiente año y es emocionante ver que esta serie no se queda estancada y continua evolucionando."
Christopher Bourque de After Dark le dio al episodio una calificación de A, generalmente alabando la redacción de los episodios, las interpretaciones y como concluyeron los temas de la temporada, resumiendo: "Agents of S.H.I.E.L.D. creció ante nuestros ojos en la segunda temporada. Después de un poco de rareza, ahora se levanta confiando y alto por su cuenta. Este es el show que esperábamos ver y no decepcionó."
Oliver Sava de "A.V. Club" le dio al episodio una A- en una escala de la A+ la F comentando que el final y la temporada en general eran una mejora en comparación con la primera pero sintió que el final de temporada era un ejemplo de las luchas del show como desarrollo de personajes apresurado, y una dificultad entre balancear fantasía con drama emocional. Aunque igual se mostró optimista por el futuro de la serie en su siguiente temporada.
Henry A. Otero de TV Fanatic se mostró satisfecho por la conclusión de la segunda temporada, concordando con los planteamientos para los futuros episodios y algunas de las muertes que ocurrieron en los episodios.